# Ludwig Knaus

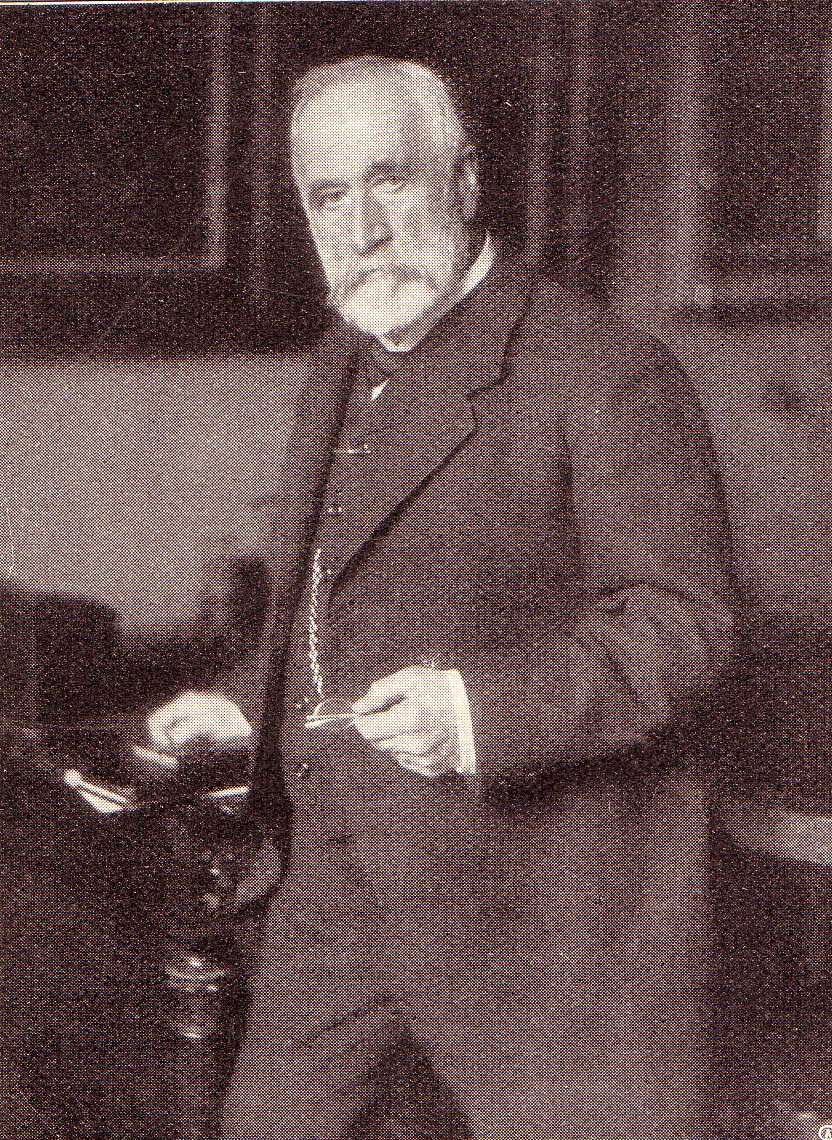
Ludwig Knaus.

Ludwig Knaus, född den 5 oktober 1829 i Wiesbaden, död den 7 december 1910 i Berlin, var en tysk målare.
Knaus studerade i Düsseldorf 1845-1852, väckte redan då uppseende genom genretavlor, däribland Borddansen (1850) och Spelarna (1851, galleriet i Düsseldorf, en replik i Leipzig), vistades därefter i Paris till 1860, frånräknat ett år (1857-1858), som han tillbragte i Italien. Han arbetade sig till en beaktansvärd skicklighet, vann framgång med Morgonen efter ett dansgille (1853), Promenaden (1855, Luxembourg-museet), Guldbröllopet (1858) och Dopet (1859). Efter sin återkomst till hemlandet bodde han än i Berlin, än i Düsseldorf, till dess han 1874 definitivt slog sig ner i Berlin, där han till 1883 var ledare av en mästarateljé vid konstakademien.  
Knaus blev en av de mest populära målarna i Tyskland. Hans tavlor framförde oemotståndligt muntrande typer eller löjliga situationer, roande, någon gång vemodiga och rörande bilder ur livet. Målningssättet - framför allt ljusbehandlingen - var bättre än vad de flesta Düsseldorfs-målarna på den tiden kunde åstadkomma, men för sitt stora anseende hade målaren vida mindre att tacka sina tavlors måleriska innehåll än det berättande, den träffsäkra karakteristiken, den anekdotiska poängen. 
Typiska uttryck för hans konstnärslynne är tavlor som Bruden visas (1864, galleriet i Wiesbaden), Barnfest ("Wie die alten sungen, so zwitschern die jungen", 1869, Berlin, nationalgalleriet), Begravning i en hessisk by (1871), Byprinsen (en dryg och högfärdig bondgosse, 1874), På dåliga vägar (värdshusscen, 1876), Bakom kulisserna (i cirkustältet, 1880, Dresdengalleriet), Salomonisk vishet (med lustiga typer av judiska schackrare), Falskspelare (Berlins nationalgalleri). 
Undantagsvis målade han sådana tavlor som Den heliga familjen (1876, helt genreartat) eller Våridyll, med kvinnor och barn i antik dräkt (Wiesbadens galleri). Knaus har även varit verksam som porträttmålare, är bra representerad - även som sådan - i Ravenéska galleriet i Berlin (Ravenés porträtt, ett av Knaus erkänt bästa). Svagare är de båda helfigursporträtten av Mommsen och Helmholtz (båda 1881) i Berlins nationalgalleri. Knaus blev 1868 ledamot av svenska konstakademien.